# KPDF
KPDF – przeglądarka plików w formacie PDF, bazująca na Xpdf. Względem pierwowzoru KPDF posiada własne funkcje, jak np. tryb łączonego przeglądania stron, czy możliwość wyświetlenia prezentacji. KPDF jest częścią składową środowiska KDE.
Ostatnia wersja KPDF ukazała się w 2008 roku. Owocem dalszego rozwoju tego projektu jest program  Okular.